# 6739 Таренде
6739 Таренде (6739 Tärendö) — астероїд головного поясу, відкритий 19 березня 1993 року.
Тіссеранів параметр щодо Юпітера — 3,174.
Названо на честь місцевості Таренде у північній Швеції.